# نبرد بنت جبیل
بنت جبیل یکی از نبردهای اصلی جنگ لبنان در سال ۲۰۰۶ بود بنت جبیل یک شهر بزرگ با ۲۰۰۰۰ نفر (عمدتاً شیعه) در جنوب لبنان است اگرچه سرتیپ گال هیرش در ۲۵ ژوئیه اعلام کرد که نیروهای دفاعی اسرائیل «کنترل کامل» بنت جبیل را در دست دارند، اما این بیانیه بعداً بی‌اعتبار شد. علیرغم سه تلاش مستمر ارتش اسرائیل برای فتح شهر، این شهر تا پایان جنگ در دست حزب‌الله باقی ماندشهر صحنه برخی از شدیدترین نبردهای جنگ بود که هر دو طرف متحمل خسارات سنگینی شدند. سه افسر ارشد اسرائیلی از جمله سرگرد روی کلاین در این نبرد کشته شدند حزب‌الله نیز به‌طور مشابه چندین فرمانده، به ویژه خالد بزی فرمانده منطقه بنت جبیل را از دست داد.